# Васильковський Олег Петрович
Олег Петрович Васильковський (Олег Корчак-Криниця-Васильковський, фр. Oleg Vassilkovsky; 28 жовтня 1879, Вітебська губернія — 12 січня 1944, Томськ) — білоруський генерал Російської імперії і Білоруської Народної Республіки.

## Життєпис

### Юність
Народився в сім'і козацького офіцера Петра Васильковського та М. Висловух-Крживаблоцької.
У 1901 закінчив Миколаївське кавалерійське училище з відзнакою. Звільнений у лейб-гвардії козацького полку.
Брав участь у російсько-японській війні 1904—1905 рр. у лавах 2-го Верхньоудінського полку Забайкальського КВ.
1 січня 1909 — сотник лейб-гвардії Козацького полку.
Отримав низку нагород, зокрема орден Святого Георгія 4-го ступеня і «Золоту зброю».
У 1912 на честь сторіччя визволення Російської імперії від наполеонівських військ йому вручили найвищий подарунок — золотий годинник з імператорським гербом.
У 1913 на честь 100-річчя битви під Лейпцигом князь Микола Миколайович подарував йому золотий меч із золотим написом на лезі.

### Перша світова війна
З початком Першої світової війни Васильковський доповів про перехід на фронт і був призначений до 3-го Данського козацького полку, а 19 серпня 1914 отримав тимчасове командування 19-м Донським козачим полком. 26 серпня 1914 його полк атакував німецькі позиції і захопив станцію Мукашів.
За цю успішну операцію полк отримав 319 солдатських георгіївських хрестів та особливу подяку в наказі 1-ї армії. У лютому 1915 Васильковський був нагороджений орденом Святого Володимира 3-го ступеня з мечами за бій під Пшаснишем і селом Бартники. За бій 2 березня 1915 і захоплення двох німецьких рот з чотирма кулеметами отримав звання полковника і був затверджений командиром полку.
11 червня 1915 полк взяв участь у бою з німецькою бригадою, до складу якої входили відбірні 7-й кірасирський та 8-й уланський полки. Битва була кровопролитною і полк Васильковського втратив 18 старшин із 24 і 179 козаків. Але трофеями стали 5-гарматна батарея і 4 кулемети. За цей подвиг полк отримав особливу монархічну підтримку, а Васильковський отримав звання генерал-майора. За цей бій він також був нагороджений бельгійським орденом Святого Леопольда з мечами. Цим орденом він був нагороджений через бельгійського консула лише в 1926 в Естонії. 2 вересня 1915 командував бригадою у складі 19-го і 26-го донських козацьких полків 4-ї донської козацької дивізії.

### Після революції
Під час Лютневої революції входив до складу 12-ї армії Радька-Дмитрієва, який відправив його до Петрограда, де Васильковський організував «Союз Георгіївських лицарів».
19 липня 1917 призначений головнокомандувачем Петроградського військового округу. Після придушення «корнілівського бунту» отримав звання генерал-лейтенанта і був звільнений. Потім брав участь у формуванні ударних загонів російської армії.
З 10 вересня / 28 серпня 1917 — у розпорядженні військового міністра.
Брав участь в антибільшовицькому повстанні в Ярославлі в армії генерала Карпова. Після поразки повстання Васильковському вдалося рік переховуватися. Його кілька разів заарештовували, але щоразу відпускали. З 30 серпня 1919 у Фінляндії. Був з Юдзеничем, але не був приписаний до Північно-Західної армії. У 1920 переїхав до Естонії. Займався торгівлею, відкрив майстерню з ремонту кораблів. Змагався з генералом Олексієм Баєвим, прагнучи до провідної ролі серед російських військових емігрантів в Естонії.
Постановою міністра внутрішніх справ від 9 березня 1923 Васильковському було наказано залишити Естонію. Але депортація була замінена засланням у Пярну, звідки він був звільнений 5 січня 1924.

### Генерал БНР
У 1919 очолив дипломатичну місію БНР у Балтійських країнах і очолював її до 1920, після чого в травні 1920 прибув до Гельсінкі як офіційний представник БНР. Тут він налагодив зв'язок з фінським полковником з нібито білоруським корінням Юре Ельфенгреном. 25 червня 1920 отримав офіційні повноваження військово-дипломатичного представника БНР при уряді Фінляндії, а Юре Ельфенгрен — його радника. Також відомо, що Олег Васильковський вів переговори з лідерами Антанти про визнання Білоруської Народної Республіки.

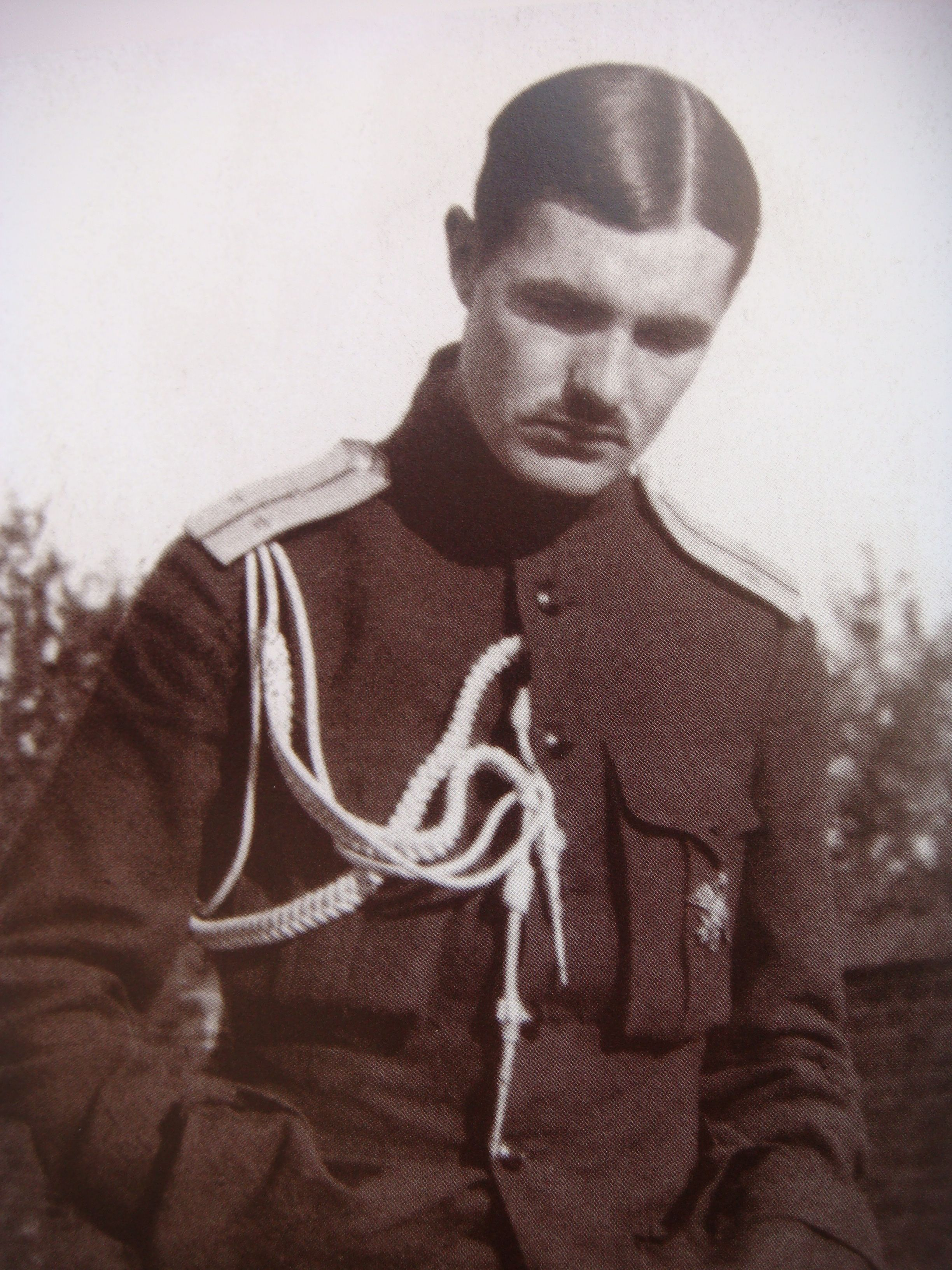
Юре Ельфенгрен

З листа Василя Захарка (голова делегації БНР на переговорах з Радянською Росією, Ревель) до Вацлава Ластовського (прем'єр-міністр БНР, Рига) від 21 червня 1926, зокрема, повідомлялося:
|  | «…Тепер інша справа, щоб генерал Васильковський і полковник прийшли сюди. Вони дадуть вам всю інформацію усно. З їхніх слів я бачу, що генерал дуже міцно стояв на землі нашої держави, боровся з ворогами і якнайкраще висвітлював наше питання перед Антантою, протягом 8 місяців, не взяв у нас, поки що, жодних грошей. Ви ж розумієте, що йому має відповісти Батьківщина...» «Я вже сказав, що шановний генерал з дуже серйозним полковником скаже вам, про що ми говорили з міністром закордонних справ…» «…При призначенні генерала представником у Фінляндії, полковник міг бути радником. Я добре знаю, що при розгляді цього питання ви застрягнете на білоруській мові. Але що робити, якщо зараз ми не можемо облаштувати наші заклади так, як хотілося б. Люди щиро вели нашу роботу міжнародною [мовою], російською та французькою мовами [мовами, якими розмовляє Юре Ельфенгрен] і нехай вони її продовжують…» «Ще більше ми просимо вас не заперечувати призначення генерала нашим повноважним дипломатичним представником у Фінляндії, а радником —полковника Ельфенгрена, дуже здібної людини, добре обізнаної з національними рухами народів. Він білорус Мінської губернії». «…І у Фінляндії, і тут у генерала і полковника багато знайомих, які можуть щось зробити». «У зв’язку з тим, що генерала не пускають до Латвії, полковник Ельфенгрен, який подав цей лист, приїжджає до вас із фінським паспортом. Він також в курсі всіх справ». «Я прошу вас не затримувати його більше одного-двох днів. Щоб дати йому шанс повернутися до того, як я піду». «Надішліть мені всю останню інформацію разом із ним…» «…Вже за цей час і Васильковський, і петитор, полковник Ельфенгрен, отримали велику користь від нашої справи, поінформувавши всіх іноземців». — Полковник розповість, що про нас говорять у Москві. «Полковник їде до вас за свій рахунок. Він не просить грошей, але будьте ласкаві, прийміть його добре і дайте йому всі папери, які б полегшили роботу…» |

З листа Яна Черепука (голови делегації БНР на переговорах з Радянською Росією, Ревель) до Вацлава Ластовського (прем'єр-міністр БНР, Рига) від 21 червня 1927 повідомлялося:
|  | «…А тим часом до вас у справі генерала Васильковського приїжджає полковник Ельфенгрен — ці люди справили на мене дуже хороше враження. Мабуть, ці люди — великі державні діячі і, на перший погляд, щиро віддані нашій справі. Спробуйте, і ви ними скористайтеся. |

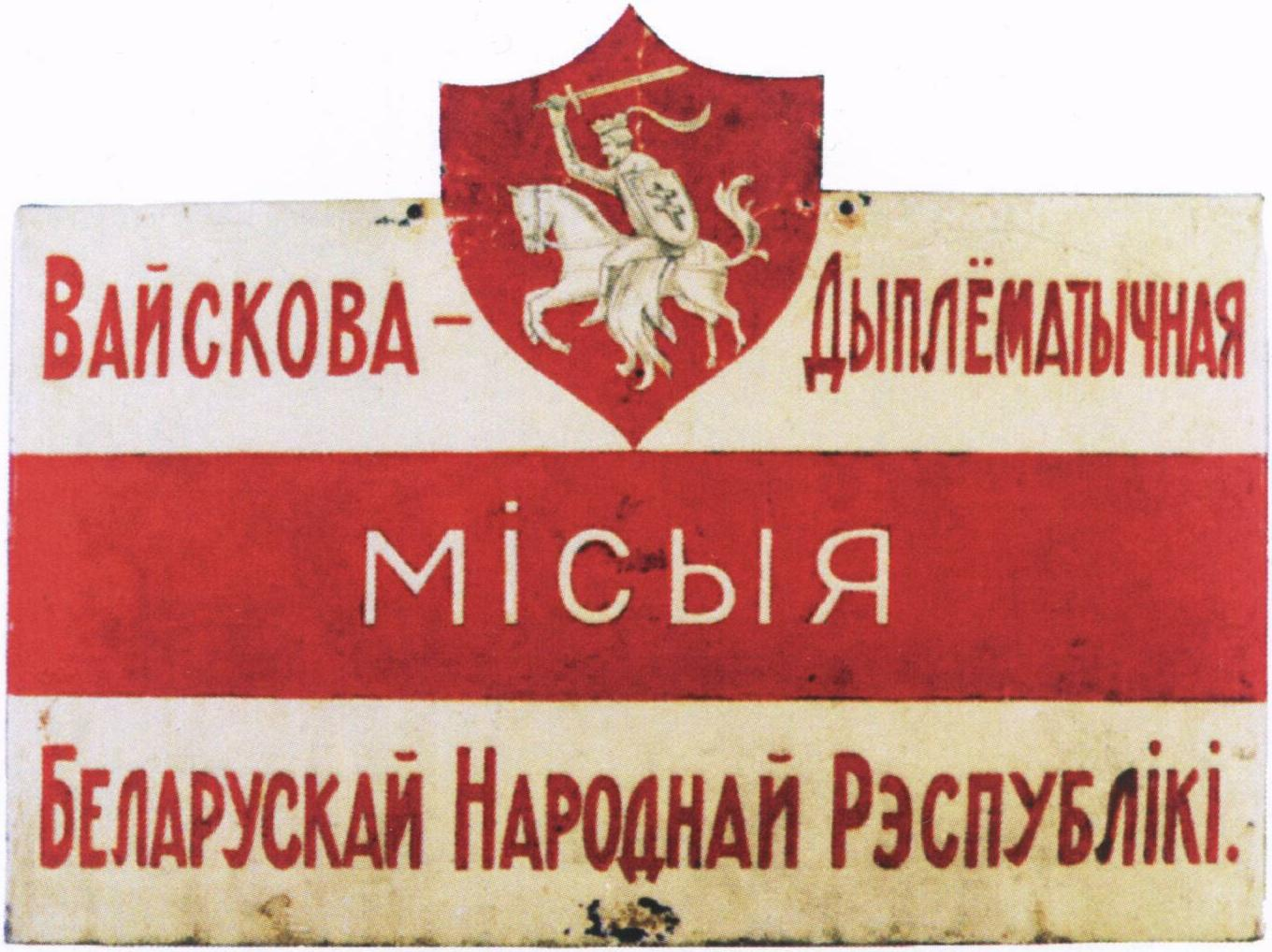
Вивіска Військово-дипломатичної місії БНР у Латвії та Естонії

Після Фінляндії Васильковський повернувся до Естонії, де 30 жовтня 1920 став надзвичайним послом БНР в Естонії. Багато білорусів у цей час емігрували до Естонії, переважно з політичних причин. 25 січня 1920 р. стараннями переведеного з Тамерфорса консула БНР Миколи Черв'якова в естонському уряді була зареєстрована перша організація білоруської діаспори в Естонії — Білоруський національний комітет у Ревелі.
Основними цілями Ради були об'єднання естонських білорусів навколо Військово-дипломатичної місії БНР у Ревелі, збереження і підтримка білоруської національної культури та мови, допомога біженцям з Білорусі та колишнім білоруським військовослужбовцям із Північно-Західної армії Юденича. Рада сприяла реєстрації білорусів та набуттю ними громадянства БНР. За короткий період з жовтня 1919 по червень 1920 Військово-дипломатична місія БНР видала 991 паспорт і зареєструвала понад тисячу громадян БНР.

### На еміґрації
Васильковський залишився жити в Естонії, де брав участь у культурному житті білоруських та російських емігрантів. Брав участь у створенні Союзу російських понівечених солдатів-емігрантів в Естонії. У 1930 його обрали його головою, але через хворобу Васильковського цю посаду тимчасово обіймав Л. Алік. Також у 1930 за підтримки Васильковського було організовано Союз взаємодопомоги колишньої Північно-Західної армії та російських емігрантів в Естонії, головою якого він був до закриття спілки в 1936.

### Арешт і смерть
1 липня 1940 після анексії Естонії Радянським Союзом був заарештований органами НКВС у Таллінні. 9 травня 1941 засуджений до розстрілу. 12 серпня 1941 вирок було замінено на 10 років ув'язнення за психічне захворювання. 12 січня 1944 загинув у Томському таборі № 6.

## Нагороди
- Золота зброя (ВП 14.07.1908);
- Орден Святого Георгія 4 ст. (ВП 03.10.1908).
- Орден Святого Володимира 3-го ступеня з мечами (лютий 1915).
- Бельгійський орден Леопольда з мечами.

## Додаткова інформація
Наймолодший генерал царської армії на початку Першої світової війни.

## Твори
- Беседа с генералом О. П. Васильковским. Сост. Г. Г-ов, ред. Н. Н. Иванов. Новая Россия, № 164-168 15-20.10.1919. Ревель(Tallinn)// Передрук: Кто наш главный враг? Выдавец А. И. Иванов. Tallinn. 1922. С. 9—31.
- Васильковский О. П. Карфаген должен быть разрушен. Надрукавана: Кто наш главный враг? Видавець А. І. Іванов. Tallinn. 1922. С. 46—47.
- Васильковский О. П. Кто они? 31 июля 1922 году г. Ревель. Надрукавана: Въ единении сила. Видавець А. І. Іванов. Tallinn. 1922. С. 17—20.
- Васильковский О. П. Обращение к бывшим воинским чинам Северо-Западной армии. Вести дня. Tallinn. № 92(3155). 24/04/1936.